# Narauli (Uttar Pradesh)
Narauli es un pueblo y nagar Panchayat situado en el distrito de Sambhal en el estado de Uttar Pradesh (India). Su población es de 18346 habitantes (2011). 

## Demografía
Según el censo de 2011 la población de Narauli era de 18346 habitantes, de los cuales 9567 eran hombres y 8779 eran mujeres. Narauli tiene una tasa media de alfabetización del 31,48%, inferior a la media estatal del 67,68%: la alfabetización masculina es del 36,92%, y la alfabetización femenina del 25,48%.